# Панково
Панково је насеље у Србији у општини Петровац на Млави у Браничевском округу. Према попису из 2022. било је 258 становника. Панково се налази 7 километара северозападно од Петровца. Простире се на 597 хектара са 133 кућа и има 576 становника.

## Историја Панкова и њеног имена
Према Легенди, 1746. године са Косова, браћа Остоја и Панко дођоше царским друмом из Свина (некадашње име Петровца на Млави) према Жабарима. Остоја оста у Забрђу, а Панко настави даље са породицом и заустави се код чесме у Селишту. Ту оста а село по њему доби име Панково.
Приче о имену села- О имену села нема никаквих прича. Веле да је село добило име по Панковачком потоку.
Село Панково се помиње у Турским списима из 1467.године у књизи Браничевски тефтер. У самој књизи је садржано неколико података од имена и харача. Укупан приход је било 1204 аспре

## Оснивање села Панково
Оснивање села- Панково није увек било на овом месту. Од прилике пре 130-150 година било је само 5-6 кућа на месту Селишту. Ту су била и два брата: Станоје и Ђорђе. Како су туда, поред Селишта често пролазили Турци, они побегну, али не хтедоше више заједно да живе. Ђорђе оде у Забрђе и тамо се насели, а Стојан дође овамо код кладенца у шуму. Ту је остао он неко време с оно 2-3 куће што беху са њим побегле, али нису могли да живе сами.
У то време у Раденцу живели су неких 30 кућа Влаха и ово се село звало Алије. Овај Стојан и они други договоре се са Поповчанима, који су тада били у Селишту њихову, а било их је 7 кућа, па нападну Влахе, растерају их, њихова имања приграбе и ту се у Раденцу код Таркиљева Кладенца настане. Али, доцније напусте ово место и населе се око Панковачког Потока, а неки пребегну у Брежане. Од тога доба више се Панковчани нису кретали. У случају навале турске они су бежали по шумама, али су се опет враћали у село.

## Положај села, земља и шуме и тип села
Положај села.- Панково се налази на брдској коси, око једне јаруге, којом за време киша тече истоимени поток. У селу има неколико извора: Чобурак, кладенац у Влашкој Мали и два кладенца у средини села. Сем ових, наводи се и пет бунара, који подмирују потребе становништва. У атару сеоском има неколико јачих извора од којих теку поточићи, као: извор у Селишту, Бели Кладенчић у Раденцу, Таркиљ-Кладенац, Карићев Кладенац и још неколико мањих, што пресушују.
Земље и шуме.- Земља за рад налази се ван села, на местима: Селиште, Љубановац, Коса, Дубрава, Раденац, Гаји и Луг. Од ових најдаљи је Луг, који је пола сата од села удаљен. На овим местима је имање сељака, махом њиве и ливаде. Шуме нема или има врло мало, и ова је сасвим проређена. Општинске земље има само 1 хектар у Гају.
Земља је увршћена у први и други ред. У Млави је боље родности, него на Коси.
Тип села.- Панково је збијено село. Куће су његове поређане око сувог Панковачког Потока и по странама Љубановца и Дубраве. Оне су приближно у целом селу на подједнаком растојању од 30-60 м. Око кућа има обично авлије, у којој је кућа ближе сокаку. Кроз село пролази пут од Пожаревца у Петровац, који је уједно и главни сокак у селу. Од њега се одвајају споредни сокачићи, што пресецају село десно и лево.
Село је подељено на две мале: Горњу, од општинске куће уз брдо и Доњу, од општинске куће низ брдо ка Забрђу. Ове се мале додирују, те се знају само по имену. Оне се деле на мање мале, које се зову према породицама, што у њима живе. Само једна породица отишла је на имање из села и тамо живи.

## Порекло становништва
Село је 1907. године бројало 120 кућа. Најстарија породица је Стаңојевић досељена са Косова у првој половини XVIII века.
Према пореклу, ондашње становништво Панкова из 1907. године може се овако распоредити:
- Тимочко-крајинских досељеника- 9 породица са 71 кућом.
- Косовско-метохијских досељеника- 1 породица са 38 кућa.
- Из околине- 1 породица са 7 кућa.
- Из околине Велике Плане- 1 породица са 4 куће.

Село је 1910.године бројало 129 домова. Имало је 698 становника, док је 1921.године имало 555 становника.
Према попису из 1834.године у Кнежевини Србији је било следеће:
| Кућа | Порески глава | За војску способни | Мушки глава мали и велико | Женски глава | Сума свију душа | плугова орања | коса ливада | мотика винограда | дрвета шљива |
| ---- | ------------- | ------------------ | ------------------------- | ------------ | --------------- | ------------- | ----------- | ---------------- | ------------ |
| 33   | 38*3/4        | 47                 | 95                        | 106          | 201             | 131           | 94          | 69*1/2           | 6100         |

## Старине, селишта и гробље
Селишта у Панкову и његову атару имају два: једно је између Забрђа и Панкова- заједничко за ова два села, а друго је у Раденцу код Таркиљева Кладенца. У Раденцу се поред трагова новог селишта находе и трагови римског насеља, као темељи: тугле, парице, разне алатке, оловне жице и пруће, црепови, а находи се и сад још, како сељаци веле, камено корито, које је испод извора заваљено у блату. Сељаци су покушавали да га извуку, али нису могли.
Трагова калдрме има и сада. То је наставак оне калдрме. Што из атара великопоповачког води у Забрђе испод брда. Одржана је још средина друма од 3-6 м , а крајеви су изорани. Преко калдрме од облутака, налази се слој хумуса.
Старога гробља има у Подлушком Потоку. На овоме је било и камење, али је однешено у Заову. За ово гробље причају да је постало на један пут, јер је чума цело село, скоро поморила, које је на том месту било. Имају и два гробља садашња. Једно је заједничко са Забрђанима, а друго је у Горњој Мали само за сељаке из ове мале. Ово је у само селу.

## Балкански ратови и први светски рат
Према подацима учествовало је 72 бораца из села Панкова. Погинуло је 37 бораца, чија се имена налазе на спомен плочи код сеоског кладенца. Из архиве медицинског центра податак је да су погинула 59 бораца. Према подацима из књиге Србски ратни поменик Браничево 1912-1918. Стоји да је погинуло око 100 редова војске Краљевине Југославије. Наредник Властимир С. Петковић је у својим мемоарима Од Рама до Крфа 1915. Године 1915. 23. октобра ''Долазак у с. Панково изазвао је мучно расположење код војника. Оно што се видело је морало је утицати на морал трупа. До тога времена пук је стално био на положају и није долазио у додир с позадином. Имало се посла само са војницима.'' У наставку текста Петковић наводи следеће ''Али Панково је било препуно избеглица. Пред кафаном безброј кола и стоке. На сваком кораку невоља. Маса која није знала шта ће и куда ће. Нашли се, затим, многи познаници, рођаци, родбина. Чула се многа болна историја, многе кобне вести.'' 
- Спомен плоча палим борцима 1912-18.год
- Имена погинулих у балканским и првом светском рату исечак из књиге Борци Млаве професора Димитрија Радосављевића
- Имена погинулих у балканским и првом светском рату. Остатак броја погинулих.

## Демографија
У насељу Панково живи 341 пунолетни становник, а просечна старост становништва износи 44,8 година (42,7 код мушкараца и 46,6 код жена). У насељу има 123 домаћинства, а просечан број чланова по домаћинству је 3,38.
Ово насеље је великим делом насељено Србима (према попису из 2002. године), а у последња три пописа, примећен је пад у броју становника.
|  |

| Демографија | Демографија | Демографија |
| Година      | Становника  | Становника  |
| ----------- | ----------- | ----------- |
| 1948.       | 664         |             |
| 1953.       | 706         |             |
| 1961.       | 674         |             |
| 1971.       | 651         |             |
| 1981.       | 620         |             |
| 1991.       | 568         | 491         |
| 2002.       | 416         | 519         |
| 2011.       | 370         |             |

| Етнички састав према попису из 2002.‍ | Етнички састав према попису из 2002.‍ | Етнички састав према попису из 2002.‍ | Етнички састав према попису из 2002.‍ | Етнички састав према попису из 2002.‍ |
| ------------------------------------ | ------------------------------------ | ------------------------------------ | ------------------------------------ | ------------------------------------ |
|                                      |                                      |                                      |                                      |                                      |
| Срби                                 | Срби                                 |                                      | 411                                  | 98,79%                               |
| Црногорци                            | Црногорци                            |                                      | 1                                    | 0,24%                                |
| Румуни                               | Румуни                               |                                      | 1                                    | 0,24%                                |
| Власи                                | Власи                                |                                      | 1                                    | 0,24%                                |
| непознато                            | непознато                            |                                      | 0                                    | 0,0%                                 |

| Година пописа     | 1948. | 1953. | 1961. | 1971. | 1981. | 1991. | 2002. |
| ----------------- | ----- | ----- | ----- | ----- | ----- | ----- | ----- |
| Број домаћинстава | 155   | 155   | 162   | 153   | 150   | 138   | 123   |

| Број чланова      | 1  | 2  | 3  | 4  | 5  | 6  | 7 | 8 | 9 | 10 и више | Просек |
| ----------------- | -- | -- | -- | -- | -- | -- | - | - | - | --------- | ------ |
| Број домаћинстава | 25 | 27 | 19 | 13 | 15 | 17 | 5 | 2 | 0 | 0         | 3,38   |

| Пол    | Укупно | Неожењен/Неудата | Ожењен/Удата | Удовац/Удовица | Разведен/Разведена | Непознато |
| ------ | ------ | ---------------- | ------------ | -------------- | ------------------ | --------- |
| Мушки  | 168    | 32               | 115          | 14             | 7                  | 0         |
| Женски | 190    | 21               | 118          | 34             | 17                 | 0         |
| УКУПНО | 358    | 53               | 233          | 48             | 24                 | 0         |

| Пол    | Укупно                    | Пољопривреда, лов и шумарство | Рибарство                            | Вађење руде и камена | Прерађивачка индустрија       |
| ------ | ------------------------- | ----------------------------- | ------------------------------------ | -------------------- | ----------------------------- |
| Мушки  | 108                       | 68                            | 0                                    | 0                    | 6                             |
| Женски | 71                        | 47                            | 0                                    | 0                    | 9                             |
| УКУПНО | 179                       | 115                           | 0                                    | 0                    | 15                            |
| Пол    | Производња и снабдевање   | Грађевинарство                | Трговина                             | Хотели и ресторани   | Саобраћај, складиштење и везе |
| Мушки  | 0                         | 3                             | 24                                   | 0                    | 2                             |
| Женски | 0                         | 0                             | 3                                    | 0                    | 0                             |
| УКУПНО | 0                         | 3                             | 27                                   | 0                    | 2                             |
| Пол    | Финансијско посредовање   | Некретнине                    | Државна управа и одбрана             | Образовање           | Здравствени и социјални рад   |
| Мушки  | 0                         | 0                             | 1                                    | 1                    | 0                             |
| Женски | 1                         | 3                             | 0                                    | 2                    | 3                             |
| УКУПНО | 1                         | 3                             | 1                                    | 3                    | 3                             |
| Пол    | Остале услужне активности | Приватна домаћинства          | Екстериторијалне организације и тела | Непознато            | Непознато                     |
| Мушки  | 2                         | 0                             | 0                                    | 1                    | 1                             |
| Женски | 1                         | 1                             | 0                                    | 1                    | 1                             |
| УКУПНО | 3                         | 1                             | 0                                    | 2                    | 2                             |

## Галерија
- Основна школа до 4 разреда (прекинута са радом 2020)
- Дом културе у центру села
- Спомен плоча палим борцима код места ''Кладенац''
- Сеоска црква св Марка
- Сеоска млекара (прекинута са радом 2012)